# Deri Höglund
Märta Desideria ("Deri") Katarina Höglund, född Fahlén 20 maj 1883 i Ytterlännäs församling i Västernorrlands län, död där 30 maj 1934, var en svensk politiker (centerpartist). 
Hon kom från Bollstabruk i Ångermanland. 
Hon var ordförande för Svenska Landsbygdens Kvinnoförbund 1933–1934.